# Anisodes inornata
Anisodes inornata là một loài bướm đêm trong họ Geometridae.